# Molophilus (Molophilus) pullus
Molophilus (Molophilus) pullus is een tweevleugelige uit de familie steltmuggen (Limoniidae). De soort komt voor in het Palearctisch gebied.